# Febantel
Febantel ist ein Arzneistoff, der in der Tiermedizin als Anthelminthikum gegen Faden- und Bandwürmer sowie Giardien eingesetzt wird. Chemisch handelt sich um ein Probenzimidazol (Benzimidazol mit einem offenen Imidazolring).

## Wirkungsmechanismus
Febantel wirkt durch Bindung an Tubuline der Parasitenzelle und damit verbundener Fehlfunktion der Mikrotubuli. Dadurch kommt es zur Schädigung des Zytoskeletts sowie zur Verminderung der Aufnahme und des intrazellulären Transports von Nährstoffen und Stoffwechselprodukten. Durch diesen Mechanismus besitzt Febantel auch eine eiabtötende (ovizide) Wirkung.
Bei Bandwürmern senkt Febantel den Muskeltonus der Saugorgane und löst eine Zerstörung des Scolex, eine Erweiterung der Exkretionskanäle und eine Zerstörung der Epidermis aus. Dadurch lösen sich die Parasiten nach 4–8 Stunden von der Darmwand und werden mit dem Kot ausgeschieden.

## Pharmakokinetik
Febantel wird zu 40 % im Darm resorbiert. Anschließend wird es zu den eigentlich wirksamen Metaboliten Fenbendazol und Oxfendazol umgewandelt. Die Plasmahalbwertszeit schwankt je nach Tierart zwischen 24 Stunden und 3 Tagen. Die Ausscheidung erfolgt vorwiegend über Kot und Urin. 
Die Wirkung hängt vor allem von der Dauer eines effektiven Wirkstoffspiegels ab. Bei Fleischfressern ist es bei einmaliger Anwendung aufgrund der schnellen Darmpassage nicht oder nur unzureichend wirksam.

## Unerwünschte Nebenwirkungen und Kontraindikationen
Bei Welpen kann eine kurzzeitige Gewichtsabnahme auftreten. Bei Tauben sind Schäden an den Federn beschrieben.
Febantel sollte nicht bei trächtigen und säugenden Hündinnen angewandt werden.

## Handelsnamen
Monopräparate
Rintal
Kombinationspräparate
- mit Pyrantel: Welpan
- mit Praziquantel und Pyrantel: Cazitel, Cestem, Drontal flavour Plus, Endogard Plus, Exitel, Febacip Plus, Prazivet Plus, Strantel
- mit Metrifonat: Rintal Plus (nicht mehr im Handel)